# Вартовий Батьківщини

Відзнака "Вартових Батьківщини"

Вартовий Батьківщини (Straja Țării - рум.) - молодіжна організація в Королівстві Румунія, створена в 1935 р Королем Каролем II для протидії зростаючому впливу "Залізної гвардії". Його члени були відомі як вартові ("străjeri"), і використовували давньоримське вітання - салют. 

## Історія

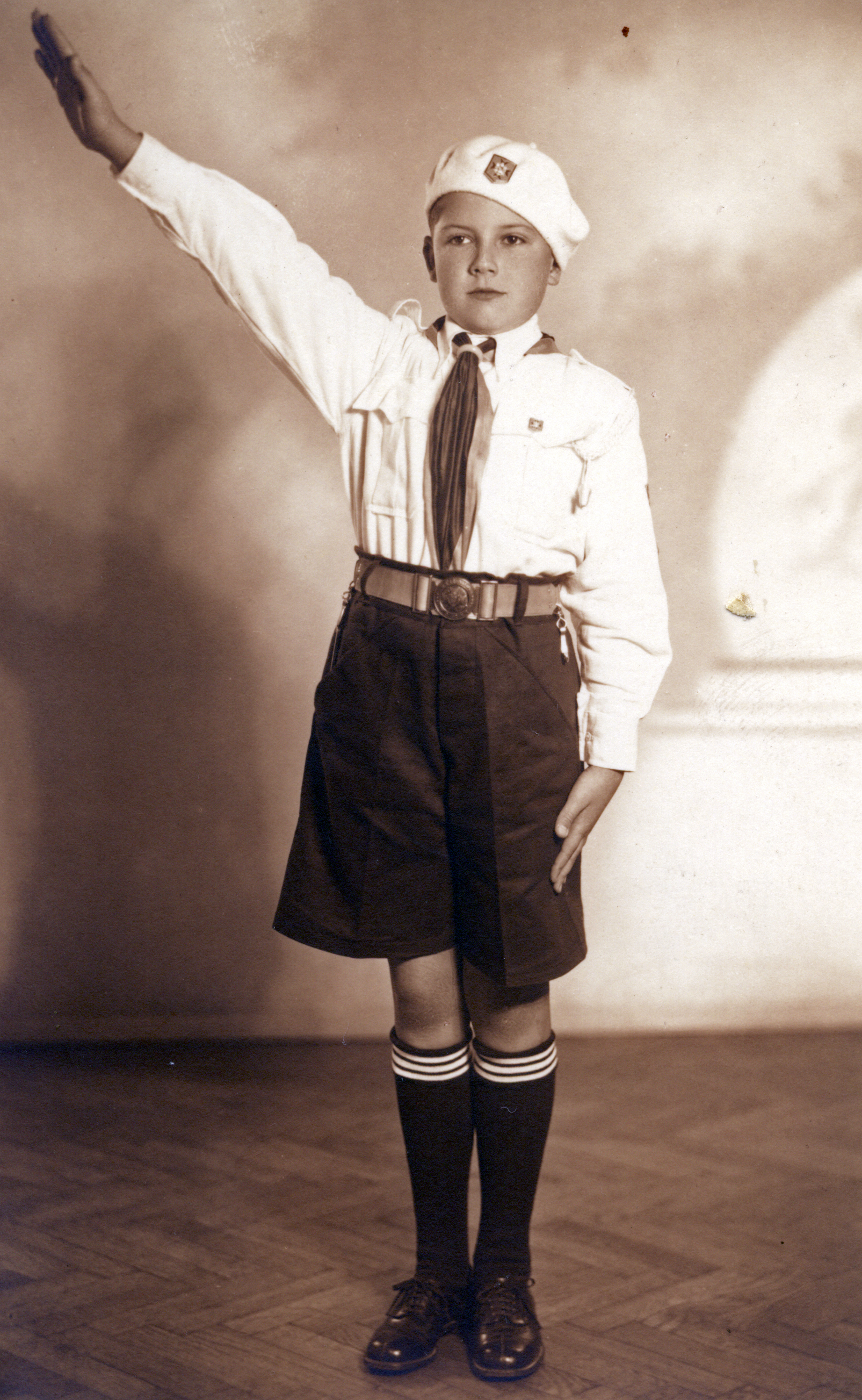
Римський салют 10 р. учасника "Вартових Батьківщини"

У 1938 році король Румунії ліквідував усі політичні партії країни і створив одну - Фронт Національного Відродження (ФНВ) куди почали вливатись багато військових та інтелігенції. Серед відомих людей було названо й керівника “Стража Церій” Т. Сідоровіча. Разом зі створенням єдиної партії було вжито заходів для розширення складу молодіжної організації “Вартових Батьківщини”, верховним главою (або "Великим Вартовим" - рум. Marele Străjer) якої вважався король. Закон від 15 грудня 1938 р. зобов’язував хлопців у віці 7-18 рр. та дівчат у віці 7-21 рр. вступати до складу організації "Вартових Батьківщини". Склад "вартових" поповнили члени скаутської організації черчеташів (розпущені у 1938 р.)
Фактичними керівниками групи були генерали Теофіл Сідоровічі і Ніса Камерасеску. Хлопці у віці від 18 до 21 року, які вийшли з "вартових", відповідали за військову підготовку членів
У 1940 році, після встановлення фашистського режиму "Залізної гвардії" організацію було розпущено.